# Kundanakuppe, Maddur
Kundanakuppe là một làng thuộc tehsil Maddur, huyện Mandya, bang Karnataka, Ấn Độ.